# Ferrybridge-i csata
A Ferrybridge-i csata a rózsák háborújának egyik ütközete volt, amelyet 1461. március 28-án vívtak a York- és Lancaster-csapatok. A csata célja az volt, hogy a York-sereg átjusson az Aire-folyón. A Richard Neville, Warwick grófja által vezetett sereg súlyos veszteségeket okozott a Lancastereknek, akik kénytelenek voltak feladni a ferrybridgei árkelőt, és Towtonba hátráltak.

## Előzmények
1461. február 17-én a York-párti csapatok vereséget szenvedtek második Saint Albans-i csatában. VI. Henrik angol király kiszabadult, és csatlakozott a felesége, Anjou Margit vezette Lancaster-erőkhöz. Győzelmüket azonban nem tudták kihasználni, mert a két York-sereg február 22-én egyesült, és bevonult Londonba. Plantagenet Richárd yorki herceg fia IV. Eduárd néven megkoronáztatta magát. A Lancasterek a hírek hallatára északra vonultak vissza. IV. Eduárd március 6-án kiáltványt adott ki, amelyben kegyelmet ígért azoknak, akik tíz napon belül meghódolnak előtte, kivéve azokat, akik évi jövedelme meghaladja a 100 márkát. Ez arra utal, hogy IV. Eduárd éket akart verni a Lancaster-főurak, valamint az őket segítők közé.

## Előkészületek
Míg a király Londonban tartózkodott, a yorki vezérek csapatokat gyűjtöttek, elsősorban Kelet-Angliában, majd március 11-én Lord Fauconberg vezetésével kivonultak az első csapatok a fővárosból észak felé. Két nappal később IV. Eduárd is utánuk indult. A sereg komótosan haladt Cambridge felé, és sokan csak útközben csatlakoztak a királyhoz. A sereg létszámáról nincsenek pontos adatok, de az biztos, hogy nagyon sokan voltak. A csapatok a Saint Albans–Cambridge–Nottingham útvonalon haladtak, és március 27-én érték el Pontefractot. A sereg Bubwith Heath-nél táborozott le.

## A csata
Ferrybridge fontos középkori csomópont volt. Kőhídját még a 13. században építették, és a folyón sok mérföldön át nem volt más épített átkelő. Legközelebb sok mérfölddel arrébb, Castlefordnál volt egy gázló.  Az Aire-folyó az északi területek természetes védvonala volt dél felé, az első komoly fizikai akadály, amelyet a Yorkoknak le kellett győzniük ahhoz, hogy betörhessenek a Lancasterek hátországába. A gyors átkelés létfontosságú volt IV. Eduárd számára, mivel csapatait csak nehezen tudta élelmezni tél végén az ellenséges hátországban. Ráadásul a középkori csapatokban gyakran tört ki járvány, ha sokáig egy helyen táboroztak, illetve a tétlenség ideje alatt megnőtt a dezertálók száma is. Ebből következően a városka birtoklása mindkét fél számára kiemelt cél volt.
A York-csapatok, miután megérkeztek Pontefracthoz, előőrsöket küldtek ki a folyóhoz. Március 27-én az egyik ilyen könnyűlovas alakulat  biztosította a castlefordi gázlót Eduárd számára. Warwick, John Radcliffe és Lord Fitzwater könnyűlovasokból és utászokból álló csapata a hídhoz indult, hogy biztosítsák azt, és kezdjék meg újjáépítését, mivel a Lancasterek részben lerombolták. A váratlanul érkező Fitzwater elfoglalta az északi oldalt, nekilátott a híd helyreállításához, majd tábort vert.
Másnap hajnalban a Sir John Clifford és Sir John Neville vezette, Towtonból kicsapó Lancasterek rajtaütöttek a Yorkok táborán, amelyet teljesen váratlanul ért a támadás. A csatában szerzett sérüléseibe belehalt Lord Fitzwalter, Warwick helyettese. A könnyűlovasság támadását túlélő yorkiak visszamenekültek Pontefractba, a lancasteriek pedig erős hídfőállást építettek ki a folyó északi oldalán.
Eduárd és Warwick a fősereggel megtámadta a hidat. A Lancasterek nyílzáporában megpróbálták pallókkal áthidalni a lerombolt híd helyén tátongó rést. Így írt erről a Neville család krónikása: "Embereink csak egymaguk készítette keskeny alkalmatosságon tudtak átkelni, amelyért élethalálharcot vívtak. Mindkét részről sok ember esett el." A véres harcban sokan a jéghideg folyóba fulladtak, sokakat nyíl talált el, köztük Warwickot, aki a lábán sérült meg. A krónikaíró Jean de Wavrin szerint közel háromezer ember halt meg a küzdelemben.
Mivel a frontális támadás hatalmas véráldozattal járt, Lord Fauconberg ezer lovassal átkelt a castlefordi gázlón, hogy Clifford mögé kerüljön. Amikor a Lancasterek rájöttek, hogy két tűz közé kerülnek, megkezdték a visszavonulást a Towtonnál állomásozó főerők felé. Warwick átkelt a hídon, és üldözni kezdte a menekülőket, akiket Dintingdale-nél Fauconberg lerohant. Clifford meghalt, amikor eltalálta egy nyílvessző a nyakát.

## Következmények
A győzelmet követő napon, március 29-én a yorki sereg legyőzte a Lancastereket az angol történelem legvéresebb szigetországi ütközetében, a towtoni csatában.